# (5298) Paraskevopoulos
(5298) Paraskevopoulos est un astéroïde de la ceinture principale.

## Description
(5298) Paraskevopoulos est un astéroïde de la ceinture principale. Il fut découvert le 7 août 1966 à Bloemfontein par l'observatoire Boyden. Il présente une orbite caractérisée par un demi-grand axe de 3,00 UA, une excentricité de 0,21 et une inclinaison de 2,2° par rapport à l'écliptique.

## Compléments